# Charlie Hoyland
Charlie Hoyland es un personaje ficticio de la serie de televisión australiana Neighbours, interpretado por el actor Alexander McGuire, hasta ese mismo año. Alexander regresó brevemente a la serie el 29 de mayo del 2018. Previamente Charlie fue interpretado por el actor infantil Jacob Brito del 20 de marzo de 2008, hasta el 26 de mayo de 2011.

## Antecedentes
Charlie es el hijo de Stephanie Scully y Max Hoyland. Charlie fue nombrado en honor a su bisabuelo Charlie Cassidy.

## Biografía
Después de pasar meses intentando quedar embarazada y renunciando a todos los intentos Steph por fin lo logró, sin embargo cuando estaba en sus últimos meses se enteró de que tenía cáncer de mama, por lo que se negó a tener algún tratamiento por miedo a que este le hiciera daño a su bebé. Poco después dio a luz a su primer hijo, Charlie. Después de su nacimiento, su madre se sometió a una cirugía para extirpar el tumor canceroso.
En el 2011 cuando su abuela Lyn Scully se enteró de que Stephanie había sido transferida a una cárcel en Béndigo, decidió mudarse ahí para estar más cerca de su hija y para que Charlie estuviera más cerca de su madre.